# 北原武
北原 武（きたはら たけし、1943年3月 -）は日本の化学者。専門は有機合成化学、天然物化学。東京大学名誉教授。帝京平成大学薬学部教授。

## 来歴
長野県駒ヶ根市出身。1965年東京大学農学部農芸化学科卒業。同大学院農学系研究科農芸化学専攻博士課程修了。農学博士。
理化学研究所研究員を経て、1974年に渡米しピッツバーグ大学化学科博士研究員（サミュエル・ダニシェフスキー研究室）となり、1979年東大農学部助教授、1994年同教授、2004年退官、帝京平成大学教授、北里大学客員教授。世界に先駆けて革新的な生物機能性物質創製に成功し、有機化学、生体分析化学、植物生理学等広汎な学際領域における顕著な成果を通じて生命科学の発展に貢献した。

## 受賞歴
- 2002年 有機合成化学協会賞
- 2003年 日本農学賞並びに読売農学賞
- 2010年 日本学士院賞（大類洋と共同受賞）[2]。
- 2017年 瑞宝中綬章[4]